# Saraipali
Saraipali là một thị xã và là một nagar panchayat của quận Mahasamund thuộc bang Chhattisgarh, Ấn Độ.

## Địa lý
Saraipali có vị trí 21°20′B 83°00′Đ / 21,33°B 83°Đ Nó có độ cao trung bình là 248 mét (813 feet).

## Nhân khẩu
Theo điều tra dân số năm 2001 của Ấn Độ, Saraipali có dân số 17.075 người. Phái nam chiếm 52% tổng số dân và phái nữ chiếm 48%. Saraipali có tỷ lệ 69% biết đọc biết viết, cao hơn tỷ lệ trung bình toàn quốc là 59,5%: tỷ lệ cho phái nam là 77%, và tỷ lệ cho phái nữ là 60%. Tại Saraipali, 14% dân số nhỏ hơn 6 tuổi.